# バアス党政権 (イラク)

イラク共和国
الجمهورية العراقية（アラビア語）
كۆماری عێراق（クルド語）

国の標語: وحدة، حرية، اشتراكي（アラビア語）
統一、自由、社会主義（1986年 - 1991年）

الله أكبر（アラビア語）
神は偉大なり（1991年 - 2003年）国歌: والله زمان يا سلاحي（アラビア語）
（1968年 - 1981年）
 

أرض الفراتين（アラビア語）
ユーフラテスとチグリスの地（1981年 - 2003年）

イラク共和国の位置

バアス党政権（バアスとうせいけん）では、1963年（第1次）と1968年から2003年までの間（第2次）、イラクを支配したバアス党政権について、第2次政権を中心に記述する。国号は現在と同じイラク共和国であり、シリアなど他国のバアス党政権と区別する場合はイラク・バアス党政権とも称される。

## 前史

### イラク王国 (1932年–1958年)
1932年、ハーシム家によりイラク王国が建国。
1941年4月にラシッド・アリ・アッ＝ガイラニ率いるen:Golden Square (Iraq)によるクーデターが起こり、5月にはアングロ・イラク戦争が勃発。
1955年、ジョン・フォスター・ダレスが主導する中東条約機構（METO）結成時に加盟。
第二次中東戦争（1956年10月29日 - 1957年5月）。
1958年にはエジプトとシリアによって結成されたアラブ連合共和国に対抗して、アラブでの反共産親欧米派アラブ連邦を同じハーシム家が統治するヨルダンと結成した。

### イラク共和国 (1958年-1968年)

#### カーシム政権 (1958年-1963年)
1958年7月14日、アブドルカリーム・カーシムとアブドッサラーム・アーリフ率いる自由将校団のクーデターによって打倒された（7月14日革命）。この結果、アラブ連邦は崩壊。カーシム政権は、3名の主権評議会、カーセルが首相・国防・最高司令官を兼任、アーリフを副首相兼内務大臣、自由将校団から数名登用、1956年からカーシムの属する国民民主党を中心としたバアス党とイラク共産党との同盟である国民連合戦線（アラビア語: حزب الاستقلال العراقي） から文民を登用した（後にバアス党との共闘は解消した）。
1959年3月24日、中東条約機構を脱退。1960年9月14日、バグダードで石油輸出国機構（OPEC）結成。1961年6月19日、クウェートが独立。6月25日、カーシムがクウェート併合に言及すると、イギリス軍がen:Operation Vantageを発動し、独立を支援した。

#### 第1次バアス党政権 (1963年)
1963年2月8日、バアス党将校団によるクーデターでカーシム政権が倒され（ラマダーン革命）、カーシムは処刑された。首相にはアフマド・ハサン・アル＝バクル、大統領にはアブドッサラーム・アーリフが就任した。
同年10月に、クウェートの独立を承認した。

#### アーリフ兄弟政権 (1963年-1968年)
1963年11月18日にアブドッサラーム・アーリフ大統領のクーデターにより（1963年11月イラククーデター）、第1次バアス党政権はわずか9ヶ月で崩壊。アブドッサラーム・アーリフは新政権を模索し、1964年5月26日にエジプトとJoint Presidency Councilを設立。
1966年4月13日にアブドッサラームが空軍ヘリコプターで事故死すると、首相のアブドッラフマーン・アル＝バッザーズが3日間のみ大統領職にあったが、最終的に兄のアブドッラフマーン・アーリフが大統領に就任して政権を引き継いだ。第三次中東戦争に参戦（1967年6月5日 - 6月10日）。

## 歴史 (第2次バアス党政権)

### アフマド・ハサン・アル＝バクル政権 (1968年-1979年)
1968年7月17日にバアス党によるクーデターでアブドッラフマーン・アーリフ大統領は政権を追われ（7月17日革命）、第2次バアス党政権が成立。新大統領にはアフマド・ハサン・アル＝バクル元首相が就任した。ソビエト連邦と友好協力条約を結び、かつての政敵イラク共産党からも2名入閣した。
1973年10月6日、第四次中東戦争に参戦（1973年10月6日 - 10月26日）。10月16日、イスラエル援助国に対してイラクを含むOPEC加盟6カ国は協調した石油戦略を発動し、オイルショックが引き起こされた。
1979年2月、イラン革命。

### サッダーム・フセイン政権 (1979年-2003年)
1979年7月16日にはサッダーム・フセインがバクルに代わって大統領に就任した。対米接近の布石のためにイラク共産党を弾圧し、小さな衛星政党のみ認めた。11月、イランアメリカ大使館人質事件。12月24日、
ソ連がアフガニスタンへ軍事侵攻を開始（アフガニスタン紛争 (1978年-1989年)）。

#### イラン・イラク戦争
1980年から1988年にかけて、サッダーム・フセイン政権は多くのアラブ諸国やソ連、フランス、中華人民共和国など東西の大国の援助を受けてイランと国境紛争で戦った（イラン・イラク戦争）。この戦争のさなか、1981年10月6日、エジプトのサーダート大統領がジハード団に暗殺された。
1980年にシリアや北朝鮮と国交を断絶、1984年にアメリカ合衆国と国交を回復。
1985年8月、en:Lebanon hostage crisisで米兵がヒズボラに拘束された。
1986年、イラン・コントラ事件。イスラエルがイランへ武器供与を行なっていたこと、コントラ戦争においては米国が反共の反サンディニスタ側への資金供与を行なっていたことが発覚。
1988年3月に、フセイン政権が国内に住むクルド人に対して、毒ガスを使って大量虐殺を行った。当時のアメリカのロナルド・レーガン政権もこれを黙認した。1988年に至るまでサッダーム・フセイン政権はアメリカからも総額297億ドルの兵器供給を受けた。

#### クウェート侵攻
イラン・イラク戦争中、イラクは世界第四位の軍事大国となり、隣国のクウェートから資金提供を受けていた。終結後もクウェートとサウジアラビアは石油増産政策を推進していたため、イラクはクウェートへの借金返済のために石油価格の値上げを求めてOPECに石油の減産を求めたが拒否されたため、イラクとクウェート間の緊張は高まった。1990年8月2日、クウェート侵攻を開始し、8時間で制圧を完了した。1990年8月4日にクウェート共和国が設置されたが、その一週間後に解体され併合、クウェート県とされた。このことは国連からの批判を受けた。ちなみにサッダーム・フセイン大統領はクウェートはイギリスによって不当に分割されたと主張していた。1991年1月からの湾岸戦争でアメリカを中心とする多国籍軍との戦いに敗れた。
湾岸戦争後、兵器購入や研究を困難にするための経済制裁によって市民は圧政に喘いだ（イラク武装解除問題）。この経済制裁によって、イラクのインフラは壊滅的な打撃を受け「湾岸危機以後、イラクにおける児童死亡率は世界で最も高く、誕生した幼児の23%は未熟児で、5歳児の4人に1人が栄養失調になり、国民の41%だけが飲料水を正常に得ており、83%の学校が修繕を必要としてる」と1999年3月に国際連合安全保障理事会に任命された委員会は説明した。
後にコフィー・アナンは「10年間の制裁の結果はその効果だけでなく、その範囲と厳しさで、罪の無い市民を自国の政府からだけでなく、国際的共同体の行動によって往々にして犠牲になることで、深刻な疑念を持った。包括的で厳しい経済制裁が独裁的体制に向けられている場合、悲劇的なことに一般的に苦しむのは制裁の発動対象になった行為を行った政治的エリートではなく、国民である」とした。

#### イラク戦争
2003年3月、国連決議に反してフセイン政権が大量破壊兵器を保有していると主張するアメリカが主導し、多国籍軍がイラクに攻め込みイラク戦争が勃発。戦争に敗れたフセイン政権は崩壊して、バアス党政権も幕を下ろした。
なお、サッダームは2003年12月にイラク国内で逮捕され、2006年12月に処刑された。

## 政治システム
サッダーム政権当時の政治は、革命指導評議会 (RCC) が担っていた。行政権はもちろん、立法権も評議会に属する9人の元にあった。さらに、RCC議長は、大統領、首相、軍最高司令官を兼ねており、極端な権力の集中が見られた。定数250人の国会にあたる一院制の国民議会が存在していたが、RCCが国会の議決を差し戻すことができた。
サッダーム政権下の司法体系は大きく3つに分かれていた。下級裁判所および控訴裁判所、治安裁判所、シャリーアに基づいた判決が一部認められている家庭裁判所である。陪審制を採用していないほか、いずれも大統領に判決を覆す権利が与えられていた。下級裁判所は刑事裁判の一審を担当する。二審は最高裁に相当する控訴裁判所である。ただし、法定刑が7年以上となる場合は、一審を介さず直接控訴裁判所が判決を下す。民事裁判は刑法以外に商法、民法に関わる裁判も扱う。治安裁判所は刑法のうち、反体制色の強い犯罪、すなわち外国為替法、輸出入法違反、さらに禁止薬物の取引、軽度のスパイ活動を裁いた。非常設の法廷として、国家安全保障に直接影響するとみなされた事件は別に設けられた特別法廷の管轄となった。また、国家元首の暗殺等、体制中枢を狙った犯罪は革命指導法廷が裁いた。

## 外交

サッダーム・フセイン

サッダーム政権は1990年代に入り、1980年から1988年にかけての戦争相手であったイランと国交を回復。ただし、その中には戦争捕虜の交換や、相手国内の武装反政府集団に対する援助をめぐる問題も残った。
エジプトは1979年にイスラエルとの和平協定を結ぶことになり、アラブ諸国に波紋を巻き起こすことになるが、イラクはそれに先立つエジプトのアンワル・アッ＝サーダート大統領の和平へむけた取り組みを批判したことがきっかけで、1977年にエジプトから国交断絶を申し渡されていた。1978年にはアラブ連盟の会議はイラクの首都バグダードで開催され、エジプトのアラブ連盟からの除名措置がとられた（エジプトの地位は1987年に回復される）。
しかしながら、エジプトはイラン・イラク戦争に際して、イラクに物的、外交的援助を行った。1983年以来、イラクは「エジプトはアラブ諸国の中でしかるべき役割を担うべきだ」と度々主張し、1984年のイスラム諸国会議機構におけるエジプトの地位回復などを率先して行ってきた。
ところがイラクとエジプトの関係は、1990年にイラクのクウェート侵攻に伴って敵対的なものになる。これはエジプトがイラクに反対し、アラブ合同軍などにも参加したためである。湾岸戦争後は、エジプトはイラクの石油と食糧の交換計画の最大の取り引き先であり、両国の関係は改善に向かった。
シリアとは両国の政権政党であったバアス党の路線対立、アラブ諸国内での勢力争いや互いの国への内政干渉問題、ユーフラテス川の水域問題、石油輸送費、イスラエル問題への態度などをめぐって対立を続けた。シリアが深く関与したレバノン内戦においてはパレスチナ解放機構への支援を行ない、1980年代後半には反シリアの態度を貫いたキリスト教徒のアウン派への軍事支援も行なった。これに対してシリアは、イラン・イラク戦争では非アラブ国家のイランを支援し、続くイラクのクウェート侵攻に際しては国交を断絶し、多国籍軍に機甲部隊と特殊部隊を派遣し、レバノンからも親イラクのアウン派を放逐した。1990年代は冷めた関係が続いた。2000年になってハーフィズ・アル＝アサドが死去し、息子のバッシャール・アル＝アサドが大統領になると石油の密輸をめぐる絆が強くなったが、外交面では依然として距離をおいた関係であった。
ヨルダンとの関係は1980年、イラン・イラク戦争の勃発に際してヨルダンがイラクへの支持を表明したことから良好なものになっている。ヨルダンは湾岸戦争においてもイラクを支持、両国の関係を強めることになった。1999年にアブドゥッラー2世が即位して以来、両国の関係はやや停滞気味にあるが、依然として良好なものにとどまっている。
イラクは中東戦争に際しては1948年、1967年、1973年に参戦するなどイスラエル問題について強硬な態度をとることが多かった。イラン・イラク戦争中は、イスラエル問題についての態度を軟化させ（この時期、イラクはアメリカの支援を受けていた）、1982年のアメリカのロナルド・レーガン政権による平和交渉にも反対せず、同年9月9日アラブ首脳会談によって採択されたフェス憲章（Fez Initiative）にも支持を表明している。しかし、戦後は態度を硬化させ、特に湾岸戦争以後はクウェート侵攻へのアラブ各国からの批判をそらす狙いもあって、イスラエルへの全面的な非難を度々唱した。湾岸戦争の際にはイラクは、クウェートからの撤退の条件としてイスラエルのパレスチナからの撤退を要求し、イスラエルの民間施設をスカッドミサイルによって攻撃したこともあった。

## 経済
1921年にはイギリスの委任統治下ながらイラク王国として独立していたため、名目上は石油はイラクのものではあったが、1932年にイラクが独立国となったのちもイギリスは軍を駐留し、採掘権はイギリスBPのもとに留まった。利益はすべてイギリスの収入となり、イラク政府、民間企業には配分されなかった。
第二次世界大戦を経た1950年、石油の需要が大幅に伸びはじめた際、ようやく石油による収入の50%がイラク政府の歳入に加わることが取り決められた。イラクはその後ソビエト連邦に接近、南部最大のルマイラ油田がソビエト連邦に開発され、ソビエト連邦と友好協力条約を結んだ1972年、イラク政府はBP油田の国有化を決定、補償金と引き換えに油田はイラクのものとなった。
1980年に始まったイラン・イラク戦争が拡大するうちに、両国が互いに石油施設を攻撃し合ったため、原油価格の上昇以上に生産量が激減し、衰退した。
1990年のイラクによるクウェート侵攻の名目は石油である。OPECによる生産割当をクウェートが守らず、イラクの国益が損なわれたこと、両国の国境地帯にある油田をクウェートが違法に採掘したこと、というのが理由である。
イラクの原油生産量、単位:万トン (United Nations Statistical Yearbook)
- 1927年 - 4.5（イラクにおける石油の発見）
- 1930年 - 12.1
- 1938年 - 429.8
- 1940年 - 251.4
- 1950年 - 658.4（石油の利益の1/2がイラクに還元）
- 1960年 - 4,746.7
- 1970年 - 7,645.7
- 1972年 - 7,112.5（油田と付帯施設を国有化）
- 1975年 - 11,116.8
- 1986年 - 8,265.0（イラン・イラク戦争による被害）
- 1990年 - 10,064.0
- 1993年 - 3,230.0（湾岸戦争による被害）
- 1997年 - 5,650.0
- 2003年 - 19,000.0（イラク戦争終結時）

イラク経済のほとんどは原油の輸出によって賄われている。8年間にわたるイラン・イラク戦争による支出で1980年代には金融危機が発生し、イランの攻撃によって原油生産施設が破壊されたことから、イラク政府は支出を抑え、多額の借金をし、後には返済を遅らせるなどの措置をとった。1988年に戦闘が終結すると新しいパイプラインの建設や破壊された施設の復旧などにより原油の輸出は徐々に回復した。
1990年8月、イラクのクウェート侵攻により国際的な経済制裁が加えられ、1991年1月に始まった多国籍軍による戦闘行為（湾岸戦争）で経済活動は大きく衰退した。イラク政府が政策により大規模な軍隊と国内の治安維持部隊に多くの資源を費したことが、この状態に拍車をかけた。
1996年12月に国連の石油食料交換プログラム実施により経済は改善される。6ヵ月周期の最初の6フェーズではイラクは食料、医薬品およびその他の人道的な物品のみのためにしか原油を輸出できないよう制限されていた。1999年12月、国際連合安全保障理事会はイラクに交換計画下で人道的要求に見合うだけの原油を輸出することを許可した。現在では原油の輸出はイラン・イラク戦争前の四分の三になっている。2001 - 2002までに「石油と食料の交換」取引の下でイラクは、1日に280万バーレルを生産し、170万バーレルを輸出するようになり、120億ドルを獲得した。